# نوسدورف ام هانسبرگ
نوسدورف ام هانسبرگ (به آلمانی: Nußdorf am Haunsberg) یک منطقهٔ مسکونی در اتریش است که در ناحیه زالتسبورگ-اومگه‌بونگ واقع شده‌است. نوسدورف ام هانسبرگ ۳۵٫۵۲ کیلومتر مربع مساحت دارد ۴۴۱ متر بالاتر از سطح دریا واقع شده‌است.